# Андерсон, Кен (аниматор)
Кеннет Блисс (Кен) Андерсон (англ. Kenneth Bliss "Ken" Anderson) (17 марта 1909 — 13 декабря 1993) — американский аниматор, арт-директор, художник по макетам, художник по раскадровке, художник по концепту, дизайнер персонажей, художник-постановщик и сценарист, работавший в компаниях The Walt Disney Company, Walt Disney Productions и Walt Disney Imagineering. Уолт Дисней называл его «Jack of All Trades» (с англ. — «Мастер на все руки»).

## Карьера
Свою карьеру в Disney, Андерсон начал в 1934 году, когда присоединился к Walt Disney Productions и работая над короткометражным мультфильмом «Богиня Весны», в качестве художника по макетам. Его первой работой аниматором стал короткометражный мультфильм 1935 года — «Три котёнка-беспризорника». Позже он работал арт-директором над самым первым полнометражным мультфильмом Disney — «Белоснежка и семь гномов» 1937 года; для него Андерсон разработал макеты, экспериментировал с многоплановой камерой и построил модель домика гномов.
Андерсон снова выступил в качестве арт-директора в  мультфильмах 1940 года: «Пиноккио» и «Фантазия». Он тесно сотрудничал с Мэри Блэр, адаптируя её визуальный стиль для анимационно-игровых фильмов — «Три кабальеро» 1944 года и «Песня Юга» 1946 года. Андерсон также работал автором сюжета (сценаристом) анимационно-игровых фильмов 1948 года: «Время мелодий» и «Так дорого моему сердцу», и мультфильма 1950 года — «Золушка».
В 1950-х годах Андерсон присоединился к компании проектирования и строительства тематических парков и аттракционов Disney — Walt Disney Imagineering (WDI), тогда известной как WED Enterprises, в которой он спроектировал несколько аттракционов для Fantasyland, такие как Peter Pan’s Flight, Mr. Toad’s Wild Ride и Storybook Land.
Впоследствии Андерсон работал художником-постановщиком в «Спящей красавице» 1959 года и внедрил технику ксерографии для «101 далматинца» 1961 года.
В 60-х и 70-х годах, Андерсон участвовал в качестве арт-директора, художника-постановщика и сценариста для «Меча в камне» 1963 года, «Книги джунглей» 1967 года, «Котов-аристократов» 1970 года, «Робина Гуда» 1973 года, «Спасателей» и «Дракона Пита» (оба 1977 года). В 1978 году, он ушёл из Disney, но год спустя вернулся в WED Enterprises, чтобы помочь в обновлении Fantasyland. 
13 декабря 1993 года, Андерсон скончался в Ла-Каньяда-Флинтридже, штате Калифорния, от осложнений инсульта, в возрасте 84 лет.
В 2001 году, Андерсон посмертно получил номинацию на премию «Ретро Хьюго» за «Золушку» в категории — «Лучшая постановка». Он также получил премию Уинзора Маккея в 1982 году и стал Легендой Диснея в 1991.